# Gare de Tonnerre
Gare de Tonnerre – stacja kolejowa w Tonnerre, w departamencie Yonne, w regionie Burgundia-Franche-Comté, we Francji.
Jest stacją Société nationale des chemins de fer français (SNCF), obsługiwaną przez pociągi TER Bourgogne.

## Położenie
Znajduje się na wysokości 140 m .n.p.m., 196,220 km linii Paryż – Marsylia, pomiędzy stacjami Saint-Florentin - Vergigny i Nuits-sous-Ravières.

## Historia
Stacja została otwarta w 1849 roku.